# 克里斯·埃吉曼
克里斯·埃吉曼（Christopher "Chris" Eigeman，1965年3月1日—）是美國的一位演員和電影導演。他最著名的作品是在1990年電影《大市民》中飾演Whit Stillman，它還出演過巴塞隆納等電影。